# Calathea cardenasii
Calathea cardenasii là một loài thực vật có hoa trong họ Marantaceae. Loài này được Rusby mô tả khoa học đầu tiên năm 1927.